# Winden (Sinzheim)
Winden ist ein Ortsteil der Gemeinde Sinzheim im Landkreis Rastatt in Baden-Württemberg. Die Ortschaft liegt am nordwestlichen Ausläufer des Fremersbergs im Nordschwarzwald am Rand der Oberrheinischen Tiefebene. Er ist eine der ältesten Ansiedlungen der Stabsgemeinde.

## Geschichte
Mit einer Schenkungsurkunde anlässlich der Einweihung der Klosterkirche des Klosters der Cisterzienserinnen in Lichtental am 3. November 1248 wird Winden erstmals urkundlich erwähnt. Darin vermacht die Stifterin, Markgräfin Irmengard von Baden, ihre Witwengüter, darunter die Dörfer Winden und Beuern, dem Kloster. Winden gilt als der älteste Teilort der Gemeinde Sinzheim und ist zugleich die zweitgrößte Filialgemeinde.

Winden bei Sinzheim vom Jagdhaus aus gesehen

Neben dem Männergesangverein „Freundschaft-Jagdhaus Winden e.V.“, dessen Gründung auf das Jahr 1900 zurückgeht und dem Musikverein, der 1928 gegründet wurde, gibt es die Ortsgruppe der Freiwilligen Feuerwehr Sinzheim und den Kirchenchor die das Dorf- und Vereinsleben prägen.